# Rhinoceros 3D
Rhinoceros (Rhino) — коммерческое программное обеспечение для трехмерного NURBS-моделирования разработки Robert McNeel & Associates. Преимущественно используется в промышленном дизайне, архитектуре, корабельном проектировании, ювелирном и автомобильном дизайне, в CAD/CAM проектировании, быстром прототипировании, реверсивной разработке, а также в мультимедиа и графическом дизайне.
Rhino специализируется на NURBS-моделировании. В плагины, разрабатываемые McNeel, входят Flamingo (рейтрейс рендеринг), Penguin (нефотореалистичный рендеринг), Bongo (анимация) и Brazil (сложный рендеринг). Существует более тысячи сторонних плагинов для Rhino. Как и во многих других программах моделирования, в Rhino есть свой язык скриптов, основанный на Visual Basic, а SDK позволяет читать и записывать файлы напрямую.
Растущая популярность Rhino основана на его разнородности, разнообразии функциональной применимости, быстрой обучаемости, относительно небольшой стоимости и возможности импорта/экспорта почти 30 различных форматов, которые позволяют использовать Rhino как «конвертер» в рабочем процессе.

## Разработка
Разработка Rhino началась в 1992 году в качестве плагина для AutoCAD по инициативе человека по имени Боб МакНил (Bob McNeel) — бухгалтера по образованию и просто очень увлеченного человека, который волею судеб оказался в числе разработчиков программного обеспечения сперва для бухгалтерских компаний, а затем и пакетов 3D-графики. Однако практически сразу после начала своей деятельности в качестве партнера компании AutoDesk, Боб МакНил собрал свою команду и, объединившись в McNeel & Associates, переключился на создание самостоятельного приложения для Windows. Мало кому известен тот факт, что на начальном этапе создания данный пакет трехмерного моделирования назывался Sculptura и был переименован в Rhinoceros лишь в марте 1993 года. В апреле 1994 года вышел первый бета-релиз программы. Первый же официальный релиз Rhinoceros вышел только в октябре 1998 года. Спустя ещё 3 года — в августе 2001 — свет увидела 2-я версия программы. А уже чуть больше чем через год — в ноябре 2002 — в продажу поступил Rhino 3.0.
Выход третьей версии Rhinoceros для русскоговорящей аудитории можно в каком-то смысле считать эпохальным, ведь именно с неё началось массовое освоение этого пакета русскоязычными пользователями. Хотя сам этот пакет попал в Россию намного позже — примерно в 2004—2005 годах. С этого времени программа стала набирать всю большую популярность среди представителей различных направлений дизайна, но самое широкое распространение Rhino получил среди дизайнеров-ювелиров. До сих пор этот пакет занимает лидиpующие позиции среди программного обеспечения, используемого профессионалами из указанной сферы.
Февраль 2007 был ознаменован ещё одной хорошей новостью: разработчики официально объявили о выходе 4-й версии, содержавшей более 800 изменений по сравнению с Rhino 3. Несмотря на внешнее отсутствие изменений в интерфейсе старой и новой версий, новая версия представляла собой гораздо более мощный и функциональный продукт, в том числе благодаря введению так называемой технологии «История» (Rhino History), позволяющей изменять параметры дочерних объектов путём воздействия на родительские. Одновременно с выходом 4-й версии для лицензионных пользователей была бесплатно запущена версия Rhino 5 WIP (Work-in-progress). Это позволило начать сбор информации от активных пользователей относительно багов и ошибок 4-й версии, а также выявить пожелания пользователей на будущее.
Так в октябре 2012 вышла столь ожидаемая версия Rhino 5, которая насчитывала уже более 3500 улучшений по сравнению с четвёртой. Эта версия насчитывает 14 сервис-релизов — бесплатных обновлений с исправленными ошибками. Пятая версия отличалась по своему функционалу от четвёртой почти так же, как и четвёртая от третьей. Несмотря на то что основной упор был сделан на стабильность, скорость и отказоустойчивость, большое внимание было уделено разработке новых инструментов и внедрению технологии записи истории в работу некоторых уже имеющихся.
Как и в случае с выходом 4-й версии, сразу с поступлением в продажу Rhino 5 среди обладателей лицензионных копий была распространена версия Rhino 6 WIP. Таким образом владельцы лицензии вновь могли бесплатно скачать новую версию и принять участие в процессе разработки. По окончании закрытого тестирования для загрузки станут доступны пробные бета-версии на 25 сохранений или на 90 дней.

## Файловый формат
Формат файла Rhino (.3DM) используется для передачи геометрии NURBS. Разработчиками Rhino был начат проект openNURBS, чтобы предоставить разработчикам графического программного обеспечения инструменты для точной передачи геометрии между приложениями. Инструментарий openNURBS с открытым кодом включает в себя спецификации файлового формата 3DM, документацию, исходный код библиотек C++ и сборки .NET 2.0 для чтения файлов 3DM на всех поддерживаемых платформах (Windows, Windows x64, Mac и Linux). На странице McNeel Wiki есть более подробная информация.